# 馬嘉運
馬嘉運（？—645年），唐代魏州繁水（今河南南樂縣西北）人。
早年出家，精通《中論》、《十二門論》及《百論》等三論。後還俗治儒學，長於論議。隋末，曾遊於劍南，以講授為業。貞觀初年，越王李泰聘任為東閤祭酒，不久退隱於白鹿山（今河南新乡辉县）。貞觀十一年，召拜太學博士兼弘文館學士，參修《文思博要》。貞觀十六年（642年），孔穎達撰述《五經正義》成，馬嘉運指責《五經正義》過於繁雜，頗多弊病，於是唐太宗下詔重修。貞觀十七年以後，任崇賢館學士，為東宮侍講。貞觀十九年（645年），擔任國子博士，是年卒於官。《冥報記》記有馬氏遊地府事。